# Гиш, Дуэйн
Дуэ́йн То́лберт Гиш (англ. Duane Tolbert Gish; 17 февраля 1921, Уайт-Сити, Канзас, США — 5 марта 2013, Сан-Диего, Калифорния, США) — американский биохимик, известный своими креационистскими взглядами. Как сторонник младоземельного креационизма, Дуэйн Гиш был вице-президентом Института креационных исследований (ICR) и автором многочисленных публикаций о креационизме.

## Биография
Дуэйн Гиш родился в Уайт-Сити, штат Канзас, и был младшим в семье из девяти детей. Во времена Второй мировой войны был призван на военную службу, где получил звание капитана и был награждён Бронзовой звездой. По окончании военной службы получил степень бакалавра наук в Калифорнийском университете в Лос-Анджелесе в 1949 году и степень доктора (Ph. D.) по биохимии в Калифорнийском университете в Беркли в 1953 году. Далее Гиш продолжил работу в качестве помощника научного сотрудника (в Беркли), а также доцентом в Медицинском колледже Корнеллского университета в течение восемнадцати лет. С 1960 года работал в фармацевтической компании Upjohn в должности научного сотрудника.

### Креационизм
Придерживаясь принципов методизма (позже став баптистом с буквалистским пониманием Библии), Гиш считал, что повествование о сотворении мира в Книге Бытия является историческим фактом. Как вспоминал сам Гиш, в конце 1950-х годов он убедился, что наука якобы предоставляет лживые доказательства эволюционной теории, в частности, происхождения жизни, и что различные области наук якобы предоставляют доказательства в поддержку повествования о сотворении мира в Книге Бытия.
В 1971 году Гиш стал членом факультета Христианского колледжа в Сан-Диего, работая в исследовательском отделе. После отделения Института креационных исследований (ICR) от колледжа в 1981 году, продолжил свою деятельность там. На момент своей смерти 5 марта 2013 года Гиш занимал должность старшего почётного вице-президента ICR.
За всё время Гиш опубликовал несколько книг и статей, пропагандирующих креационизм; его самая известная работа «Эволюция: ископаемые говорят нет!» (англ. Evolution: The Fossils Say No!), опубликованная в 1972 году, была широко принята креационистами в качестве авторитетного источника.

## Дебаты
Оппоненты Гиша в публичных дебатах заявляли, что он часто использовал некорректный подход во время дебатов, «заваливая» их аргументами, быстро переходя с темы на тему. Юджини Скотт, исполнительный директор Национального центра научного образования, назвала такой подход «галопом Гиша», описав его следующими словами: «…креационисту позволяют бежать в течение 45 минут или часа, извергая потоки ошибок, которые эволюционист не имеет возможности опровергнуть в формате дебатов». Она также критиковала Гиша за то, что он избегал прямых ответов на возражения своих оппонентов. Позже данный термин стали использовать в качестве обозначения для описания похожих стилей ведения дискуссий, часто используемых сторонниками других, обычно маргинальных и/или псевдонаучных взглядов, таких как гомеопатия, теории заговора и так далее.